# Estádio Municipal João Guido
Het Estádio Municipal João Guido (beter bekend als Uberabão) is een multifunctioneel stadion in Uberaba, een stad in Brazilië. Het stadion wordt vooral gebruikt voor voetbalwedstrijden. In het stadion is plaats voor 13.060 toeschouwers. Het stadion werd geopend in 1972.